# Prawa człowieka na Słowacji
Prawa człowieka na Słowacji gwarantuje Konstytucja Słowacji z 1992 roku, tak jak wiele międzynarodowych przepisów konwnecji podpisanych przez Słowację od 1948 do 2006 roku. Mimo to, organizacje pozarządowe i zagraniczne instytucje międzynarodowe odnotowują skargi dotyczące praw człowieka na Słowacji. Amnesty International wezwała władze Słowacji do wzmocnienia ochrony praw człowieka w stosunku do Romów dyskryminowanych w tym kraju.

## Wstęp
Dzisiejsza Słowacja jest sukcesorem dawnej Czechosłowacji i jest związana wszystkimi jej dawniejszymi prawami międzynarodowymi. Obecna Konstytucja Słowacji pochodzi z roku 1992, przed 1989 r. Słowacja zniosła karę śmierci.

## Problemy mniejszości romskiej

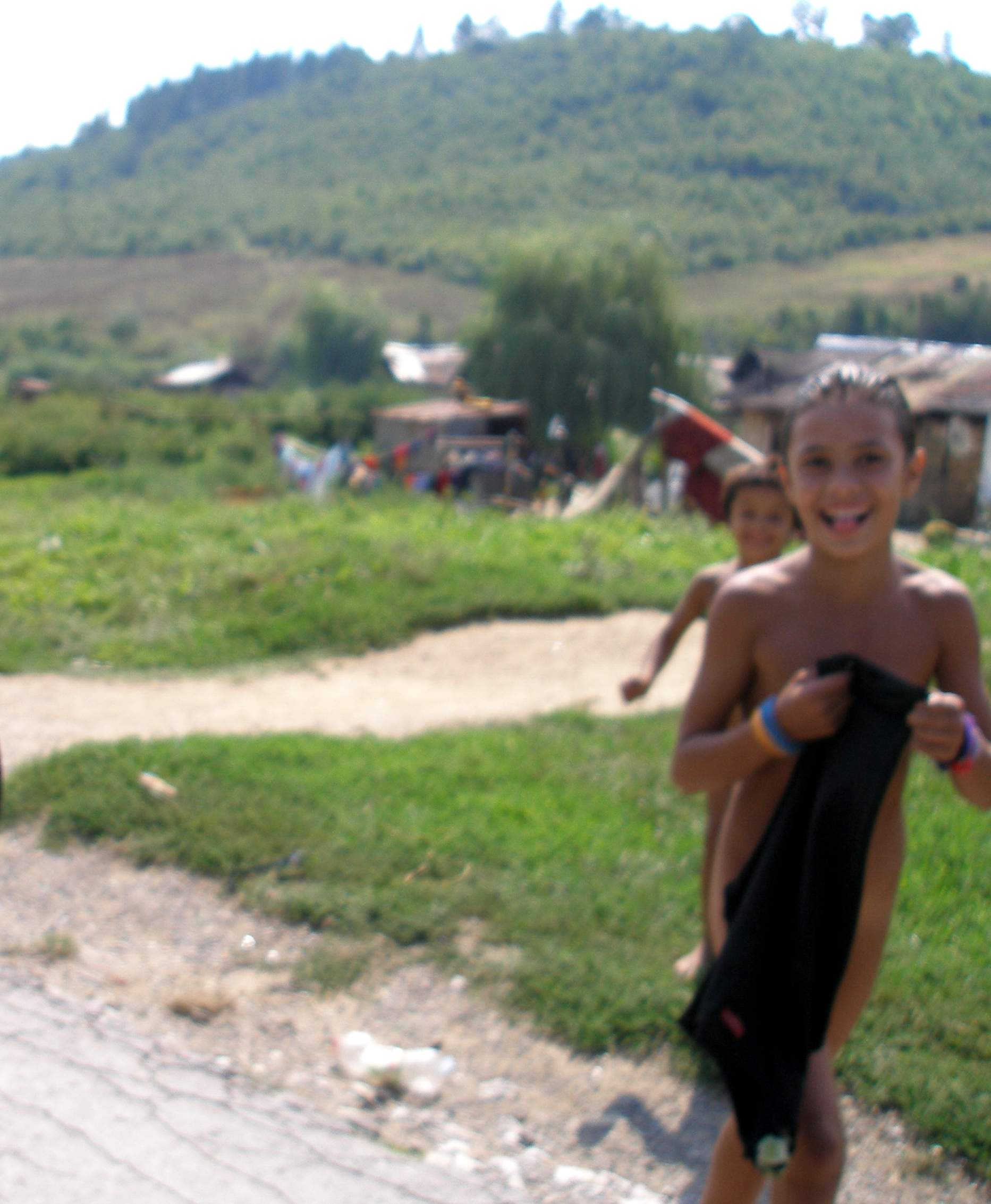
Romowie na Słowacji poddani są różnorodnym formom dyskryminacji narodowej

Status Romów na Słowacji jest jednym z najczęściej komentowanych kwestii praw człowieka poza granicami kraju. Romowie tworzą znaczną mniejszość w tym kraju, choć oficjalnie liczy tylko 90.000 w rzeczywistości liczba ta wynosi pół miliona. Z tego 330.000 żyje w „niekorzystnych warunkach społecznych”. W 2000 roku było 620 gett romskich na Słowacji, w roku 2009 ich liczba wzrosła do 691. Ich mieszkańcy żyją w samodzielnie zbudowanych, prymitywnych chatach zbudowanych na terenach, które nie są ich własnością. W gettach często nie ma elektryczności, wody lub kanalizacji.
Zarówno lokalni jak i zagraniczni obserwatorzy konsekwentnie zgadzają się co do skali problemu oraz jego pilności i wagi. Co do kluczowych kwestii, obie strony debaty wydają się dość radykalnie różnić co do metod rozwiązania kryzysu, czego przykładem są różne rządowe propozycję wywiezienia dzieci romskich z ich domów do internatów, uważany za jeden z najlepszych rozwiązań dla ich edukacji. Pomysł, który ten został skrytykowany przez działaczy z zagranicy, przede wszystkim Iwana Iwanowa, dyrektora Wykonawczego Europejskiego Centrum Informacyjnego Romów.
Konkretne problemy dotyczące mniejszości romskiej:
- Przymusowa sterylizacja romskich kobiet[5]
- Segregacja rasowa dzieci w romskich szkołach, kierowanych masowo do placówek o niższym poziomie nauczania[6]
- Przymusowe eksmisje[7]
- Dyskryminacja w trakcie zatrudnienia
- Znaczny odsetek Romów nadużywających alkoholu i sięgających po narkotyki

## Prawa LGBT
Bratislava Rainbow Pride odbyła się 22 maja 2010 w Bratysławie. Impreza około tysiąca uczestników została skontrowana przez grupy prawicowe. Chociaż krajowe i lokalne siły policyjne w Bratysławie rozdzielały obie strony od siebie, kilku protestujących przeciwników marszu było w stanie przedostać się na teren chroniony i rzucać kamieniami w głośniki i pojemniki z gazem łzawiącym w tłum. Uczestnicy Bratislava Rainbow Pride musieli odwołać swój marsz przez centrum miasta, ale byli w stanie przekroczyć Dunaj pod ochroną policji. Wydarzenie zakończyło się pobiciem kilku uczestników, 29 osób zostało aresztowanych.

## Inne znane problemy
- Złe traktowanie pracowników, szczególnie Romów, przez policję[9]
- Wymuszanie na węgierskiej mniejszości mówienia tylko po słowacku przez ustawodawcę w miejscach publicznych i niektórych sytuacjach, np. u lekarza[10][11][12]
- Bardzo surowe kary za posiadanie narkotyków (w wielu przypadkach surowsze niż za gwałt)[13]
- Wydalenie Mustafy Labsi z naruszeniem prawa międzynarodowego[14]
- Różne luki w prawie i bezpieczeństwie pozwalają działać na Słowacji międzynarodowym handlarzom bronią (wysyłka broni ze Słowacji do Liberii w 2001 r., z naruszeniem embarga ONZ)
- Nadużywanie prawa w celu kontrolowania opozycji politycznej[15]
- Korupcja w sądownictwie[16]
- Nadmierne przedłużanie tymczasowego aresztowania
- Przemoc wobec kobiet i dzieci[17]